# Латыпов, Владимир Евгеньевич
Владимир Евгеньевич Латыпов (16 октября 1953, Куйбышев — 23 декабря 2018) — советский спортсмен (хоккей на траве).

## Карьера
В 1972—1977 годах играл в куйбышевском «Труде». В 1978—1983 годах играл в алма-атинском «Динамо».
В чемпионате СССР провёл 233 игры, забил 4 мяча.
Четырёхкратный чемпион СССР (1979, 1981—1983), серебряный призёр чемпионата СССР (1980).
Двукратный обладатель Кубка СССР (1982, 1983).
Обладатель Кубка европейских чемпионов 1982 и 1983 годов.
Победитель VII (1979) и VIII (1983) Спартакиады народов СССР в составе сборной Казахской ССР.